# Град занатства и народне уметности
УНЕСКО-ов пројекат Град занатства и народне уметности део је шире мреже креативних градова, основане 2004. године, која означава градове широм света који су дали јединствен допринос у области заната и народне уметности.
Једна од улога Унеска је да одржава листу места светске природне и културне баштине. Та места се сматрају важним природним или историјским местима или објектима чије очување је важно за целокупну светску заједницу.
Мрежа је покренута 2004. године и има градове чланице у седам креативних области. Остале области су: занати и народна уметност, дизајн, филм, гастрономија, књижевност и медијска уметност.

## Градови занатства и народне уметности
Садашњи градови занатства и народне уметности УНЕСКО-а су:
| Град                       | Држава                      | Година | Напомене |
| -------------------------- | --------------------------- | ------ | --- |
| Ел Хаса (гувернорат)       | Саудијска Арабија           | 2015.  | Древна традиција рукотворина, укључујући текстил од палми, грнчарију, ткање и столарију. |
| Арегуа                     | Парагвај                    | 2019.  | Познат по грнчарству, дом за 450 грнчарских радионица. |
| Асуан                      | Египат                      | 2005.  | Наслеђе заната и народне уметности, укључујући израду перли, производњу столњака, креације од палминих грана и листова, као и производе од глине и игле.                                                |
| Ајакућо                    | Перу                        | 2019.  | Познат по разним занатима као што су ретабло, таписерија, резбарење камена Хуаманга, грнчарија, текстил и вез.                                                                                          |
| Багио                      | Филипини                    | 2017.  | Различите традиције у ткању, дуборезу, изради сребра, тетовирању и тетовирању. |
| Баларат                    | Аустралија                  | 2019.  | Историјска и модерна репутација као лонац за топљење различитих облика и традиција аутохтоне аустралијске уметности.                                                                                    |
| Бамјан                     | Авганистан                  | 2015.  | Јединствена историја заната под утицајем муслиманских и будистичких култура који се и данас практикују у овој области.                                                                                  |
| Бендер Абас                | Иран                        | 2019.  | Историја креативних уметности као што су практични и морски занати, локална одећа и локални музички инструменти.                                                                                        |
| Берселос                   | Португал                    | 2017.  | Порекло чувеног Барселоса петла. |
| Бјела                      | Италија                     | 2019.  | Историјат производње вуне и текстила. |
| Каиро                      | Египат                      | 2017.  | Древна историја специјализације за грнчарство, дување стакла, бакар, керамику и накит. |
| Калдас да Раиња            | Португал                    | 2019.  | Центар за производњу керамике. |
| Карара                     | Италија                     | 2017.  | Светски познати бели мермер који је утицао на развој Караре као центра заната у Тоскани и Италији. |
| Чијанг Мај                 | Тајланд                     | 2017.  | Историја као трговачки центар и регион културне разноликости која је утицала на занатску културу грнчарије, сребра, дубореза, свиленог веза и лакирања.                                                 |
| Chordeleg                  | Еквадор                     | 2017.  | Јединствени рад од племенитих метала, производња обуће, грнчарије и ткање шешира од сламе који се преносе кроз генерације кроз усмену традицију.                                                        |
| Durán                      | Еквадор                     | 2015.  | Дуга историја синкретизма између урбане уметности и мурала и традиционалне еквадорске уметности и заната.                                                                                               |
| Фабријано                  | Италија                     | 2013.  | Статус центра за занате као што су грнчарство, ткање, ковачки занат и израда папира од 12. века. |
| Габрово                    | Бугарска                    | 2017.  | Један од највећих занатских центара у Бугарској, посебно у дрворезбарству и ткању вуне. |
| Ханџоу                     | Кина                        | 2012.  | Древна историја производње свиле и чаја, као и скулптура од порцелана и бронзе, позната као Кинеска престоница чаја.                                                                                    |
| Icheon                     | Јужна Кореја                | 2010.  | Историјски и модерни статус центра корејске керамике и грнчарије. |
| Исфахан                    | Иран                        | 2015.  | Разни занати укључујући ткање тепиха, металопрерађивачке радове, столарију, керамику, сликарство и интарзије разних врста.                                                                              |
| Jacmel                     | Хаити                       | 2014.  | Традиције сликања, израде скулптура и џиновских маски од папира-машеа, као и место настанка сликарске школе Жакмел у хаићанској уметности.                                                              |
| Џајпур                     | Индија                      | 2015.  | Историјски занати израде накита, резбарења и сликања који су били центар трговине од раног 18. века, са 53.500 радионица које се данас баве овим занатима.                                              |
| Ђингдеџан                  | Кина                        | 2014.  | Назван "престоница порцелана" због своје древне историје рада са порцеланом. |
| Jinju                      | Јужна Кореја                | 2019.  | Историја израде дрвеног намештаја, израде украсних ножева, металних заната и свиле. |
| Жоао Песоа                 | Бразил                      | 2017.  | Јединствена производња памучне тканине, као и производња грнчарије, веза и хеклања. |
| Каназава                   | Јапан                       | 2009.  | Самурај - инспирисана уметничком културом, јединствени занатски радови као што је техника бојења свиле кага-јузен.                                                                                      |
| Каргопољ                   | Русија                      | 2019.  | Традиционални текстилни вез, занатски резбарење дрвета и коре и фигуре у боји печене од глине познате као Каргопол играчке, све то чини најважнији сектор градске привреде данас.                       |
| Кутахја                    | Турска                      | 2017.  | Јединствена уметност израде керамичких цинија која доминира градским пејзажом. |
| Лимож                      | Француска                   | 2017.  | Историја производње керамике, емајла и стакла, као и недавно основана индустрија порцелана. |
| Лубумбаши                  | Демократска Република Конго | 2015.  | Јединствени занати од бакра и малахита створени у граду, са преко 50 радионица посвећених резбарењу малахита.                                                                                           |
| Madaba                     | Јордан                      | 2017.  | Највећи број мозаика откривен на њиховој првобитној локацији у свету, укључујући византијске и омајадске мозаике и најстарији сачувани опис Свете земље.                                                |
| Насау                      | Бахаме                      | 2014.  | Бахамске културне и креативне традиције плетења сламе и заната Јунканоо формиране су од мешавине домородачке и афричке културне традиције.                                                              |
| Уагадугу                   | Буркина Фасо                | 2017.  | Традиционални занат ливења и израде бронзе и бакра који и данас чини главни сектор градске привреде. |
| Падјука                    | Сједињене Америчке Државе   | 2013.  | Историја и допринос занату израде јоргана у Сједињеним Државама. |
| Pekalongan                 | Индонезија                  | 2014.  | Културна историја и значај батик заната и одеће за град и његов идентитет. |
| Порто Ново                 | Бенин                       | 2017.  | Историја и јединствена пракса разних заната као што су плетење, коваштво, грнчарство и производња музичких инструмената у граду, са 42 историјска занатска еснафа у граду.                              |
| Сан Кристобал де лас Касас | Мексико                     | 2015.  | Очување аутохтоних мексичких заната и уметности као што су вез, грнчарија, ковачки занат, дуборез и израда ћилибара.                                                                                    |
| Санта Фе                   | Сједињене Америчке Државе   | 2005.  | Индијански занати накита, грнчарије и ткања и сајмови ових заната који су постали саставни део идентитета града, као и шпанска колонијална уметност као што су народни плес, апликација од сламе и лим. |
| Санта Марта                | Колумбија                   | 2018.  | Место скоро 12 древних карипских култура, познато по рукотворинама Ваиуу и ручним златним комадима Тајрона.                                                                                             |
| Шарџа                      | Уједињени Арапски Емирати   | 2019.  | Традиционални занат ткања "Тали". |
| Шаки                       | Азербејџан                  | 2017.  | Статус центра производње свиле и текстила на Кавказу, као и других традиционалних заната као што су витраж и грнчарија са дрвеним оквирима.                                                             |
| Sokodé                     | Того                        | 2017.  | Чувен по својој уметности ткања. |
| Сринагар                   | Индија                      | 2017.  | Вековима стара традиционална уметност ручног ткања као што је пашмина шал, као и друге рукотворине као што су торбе, абажури и други ручно рађени предмети за кућну декорацију.                         |
| Sukhothai                  | Тајланд                     | 2019.  | Културно значајни занатски производи од златних и сребрних украса, текстилног ткања, керамике и сангкалока.                                                                                             |
| Суџоу                      | Кина                        | 2014.  | Историја и култура заната у везивању, резбарењу, изради папира, сликању, штампарији и калиграфији. |
| Tamba-Sasayama             | Јапан                       | 2015.  | Древна историја јединствене танба-иаки грнчарије, извор локалног поноса. |
| Тетуан                     | Мароко                      | 2017.  | Историја заната као што су Зелиге, Таајира вез, опточено и фарбано дрво и ковано гвожђе. |
| Тринидад                   | Куба                        | 2019.  | Историја индустрије тканина од влакана. |
| Тунис                      | Тунис                       | 2017.  | Познат по занатским базарима које се нижу уличицама. |
| Виљанди                    | Estonia                     | 2019.  | Разни занати, укључујући ковачки занат, керамику и вуну. |